# Курикка, Матти

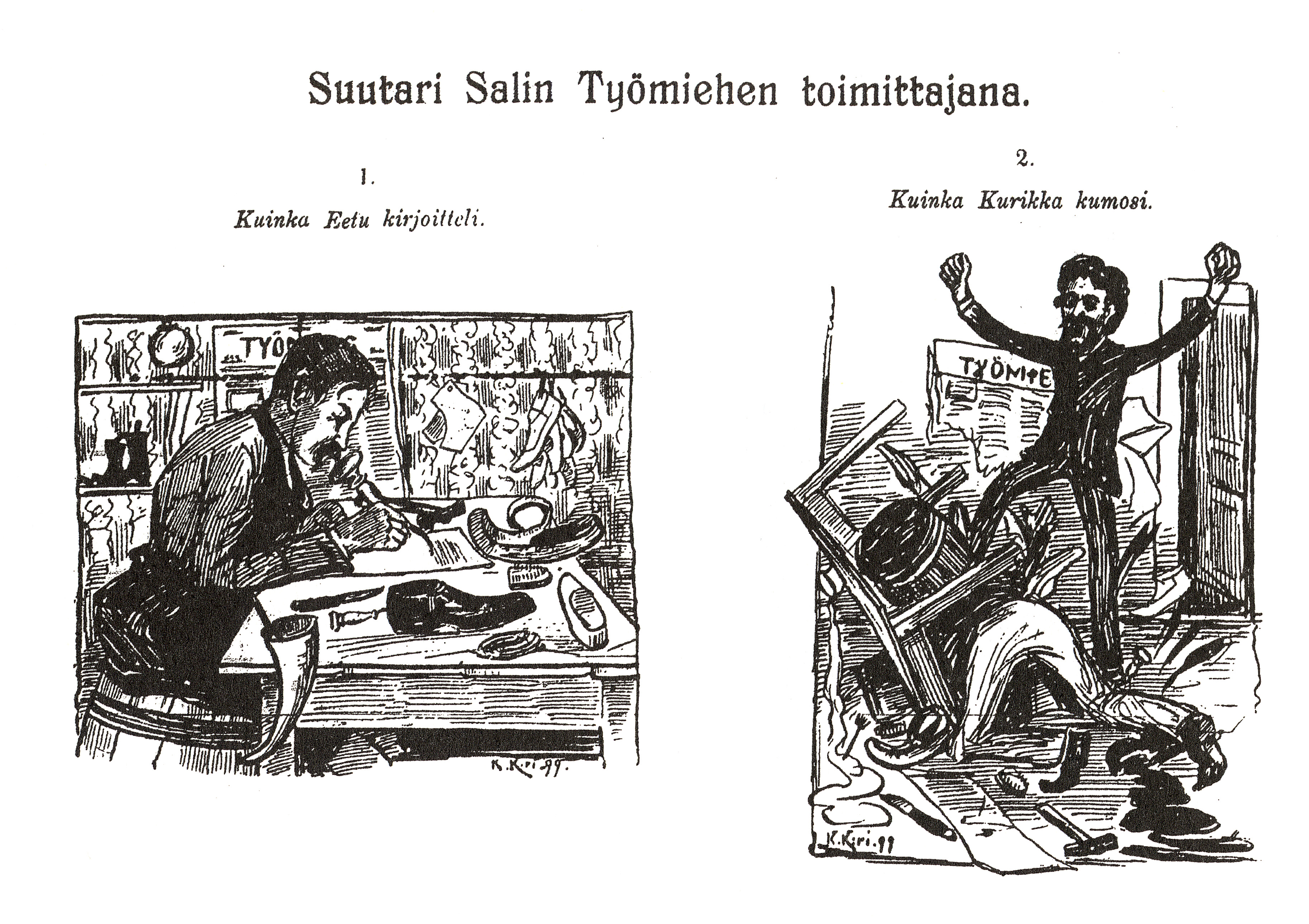
Карикатура на Салина и Курикка

Ма́тти Ку́рикка (фин. Matti Kurikka; 24 января 1863, деревня Карлино, Российская империя — 4 октября 1915, Уэстерли, Род-Айленд, США) — финский политик, теософический и социалистический прозаик, редактор, журналист, драматург.

## Биография
Родился 24 января 1863 года в семье зажиточного землевладельца Аатами Курикка в деревне Карлино прихода Туутари в Санкт-Петербургской губернии.
Посещал школу в Гельсингфорсе, в 1881 году сдал экзамен на аттестат зрелости. По окончании школы учился в Гельсингфорсском университете, входил в землячество Саво-Карелии и увлёкся студенческим движением.
В 1886 году женился на Анне Палмквист, происходящей из знатного рода, вскоре после супружества отправился вместе с родственниками жены в путешествие в Данию, Германию и Австрию. Во время поездки познакомился с либеральными и радикальными идеями того времени, в том числе и с социализмом.

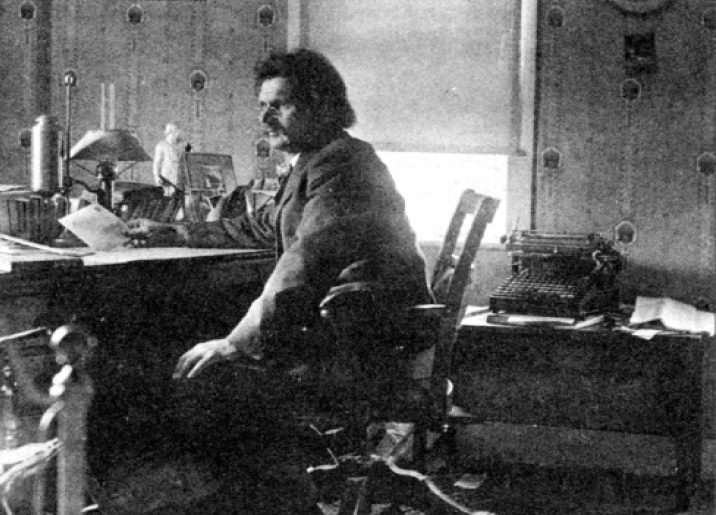
Матти Курикка — редактор газеты «Viipurin Sanomat»

По возвращении в Финляндию в начале 1890-х годов, вместе с Юлиусом Ансельмом Люлю и Аугустом Мякеля начал выпускать орган печати младофиннов — газету «Viipurin Sanomat», а позднее стал её владельцем. В ряде его статей стали появляться социалистические идеи, но особенно горячо он выступал против духовенства, которое обвинял как сторонников действующей реакционной системы; Иисус же по его представлениям был подлинным революционером. Не умея эффективно управлять изданием, Курикка привёл «Виипурин Саномат» к банкротству.
Позднее короткое время Курикка был редактором газеты «Itä-Suomen Sanomat», выходившей в городе Лаппеэнранта, а позднее работал страховым агентом.
В конце 1896 года поступил в редакцию газеты «Työmies» («Рабочий»), располагавшуюся в Гельсингфорсе, а в 1897 году стал главным редактором этого издания.
В конце XIX века примкнул к набиравшему силу социалистическому движению, так как ещё в Выборге был членом рабочего союза. Вскоре стал заметен его вклад в рабочее движение Гельсингфорса и всей страны. Как страстный оратор, активная и харизматическая личность он быстро нашёл своё место в рядах социалистов, однако, вскоре у него появились разногласия по идейным и практическим вопросам движения: Курикка публично критиковал идею сбора подписей под адресом протеста финляндского народа против февральского манифеста 1899 года. Благодаря своим резким высказываниям и активной деятельности Курикка получил поддержку широких рабочих масс, но вместе с этим вызвал критику со стороны многих умеренных руководителей рабочего движения. Кроме того, Курикка отрицательно относился к марксизму, завоевывавшему все более прочные позиции в рабочем движении. В связи с этим весной 1899 года он был вынужден уйти с должности главного редактора «Työmies». Его преемником стал бывший товарищ по издательству «Viipurin Sanomat» А. Б. Мякеля.
Летом 1899 года Курикка находился в Турку, где проходило создание Рабочей партии Финляндии, но там он занял слишком резкую линию, требуя социализации средств производства и резкого осуждения церкви.

## Деятельность в Австралии и Канаде
После ухода из газеты «Тюёмиес» основал общество «Калеван Канса», с помощью которого хотел осуществить на практике свои идеи построения нового идеального общества, в частности — коммуны «Сойнтула» («Гармония»). Первая попытка воплотить идею произошла в Австралии, куда Курикка перебрался в августе 1899 года. Работал на строительстве железной дороги, заболел, в связи с чем строительство идеального общества в Квинсленде в Северной Австралии оказалось под угрозой. Весной 1900 года Курикка получил письмо от Матти Халминена с приглашением приехать на остров Малькольм в Британской Колумбии на западном побережье Канады и создавать коммуну там. Для него были перечислены деньги на дорогу, в связи с чем он смог выехать из Австралии. Вместе с ним выехала и часть энтузиастов, создававших в 1902 году «Эракко-сеура» («Общество отшельников»), объединявшее финнов в Австралии.
По прибытии на остров Малькольм было создано общество «Калеван Канса Колонизейшн компани», получившее в конце 1911 года остров в своё владение. Было начато издание газеты «Айка» («Время»), первой в Канаде газеты на финском языке. Курикка и приехавший по его просьбе на помощь из Финляндии А. Б. Мякеля вели популяризаторскую деятельность, рассказывая об идее коммуны «Сойнтула». В газете «Айка» писали об идее колонии, которая привлекала на свою сторону «разочаровавшихся в капитализме» финских переселенцев и их семьи. К концу 1902 года на острове было уже почти 200 человек, а в течение 1903 года их число увеличилось до 350. Общество, которое характеризовалось как кооператив, добывало себе пропитание ловлей рыбы и с помощью построенного лесопильного завода. На острове было также построено несколько хозяйственных и жилых зданий. Одним из «социальных» требований Курикки, вызывавших наибольшее количество споров и сомнений, было обобществление жен. По мнению Курикки, брак заключал женщину в оковы, а она должна была принимать участие в трудовой жизни как свободный от семейных забот человек; дети должны были воспитываться в «детских домах». Экономическая основа «Сойнтула» была достаточно слабой,
так как доставка на рынок товаров, произведенных в коммуне, была затруднительной, а профессиональные навыки её членов оставляли желать лучшего. Во время пожара 1904 годы погибли люди, и была разрушена большая часть зданий. Начавшийся развал привел к тому, что Курикка и большая часть членов «Сойнтула» вышли из общества в октябре 1904 года. Согласно некоторым источникам, он был практически изгнан с острова. «Калеван Канса Колонизейшн Компани» прекратила своё существование в мае 1905 года.
На берегу реки Фрейзер, на материке, была создана новая утопическая коммуна, «Саммон Такойят» («Ковали Сампо»). Общество добывало средства к существованию, работая в лесу, но Курикка пробыл там недолго, и уже в сентябре 1905 году вернулся в Финляндию. Здесь он успел принять участие в борьбе против русификации и был одним из видных руководителей всеобщей забастовки. Однако Курикка вновь испытывал трудности с финским рабочим движением. Разногласия привели к тому, что на съезде партии в Оулу в 1906 г. он вынужден был выйти из Социал-демократической партии. Он опирался на узкую группу своих сторонников и начал сотрудничать с ведущим финским теософом Пеккой Эрвастом и издавать газету «Элямя» («Жизнь»), последние номера которой вышли летом 1908 г. Позднее им была основана Социалистическая реформаторская партия, не имевшая однако успеха на парламентских выборах.
В 1907 году разочарованный Курикка отправился в Соединённые Штаты с лекциями, затем вернулся в Финляндию, но в следующем году вновь поехал в Америку. Последние свои годы он жил в штате Род-Айленд в местечке под названием Уэстерли в усадьбе Пенкер. Средства к существованию он добывал земледелием и журналистикой. В 1908 году он стал обозревателем правой финноязычной газеты «Нью-Йоркин Уутисет», выступающей за независимость Финляндии, а позднее стал её редактором. В 1912 году Курикка создавал также местное отделение общества «Калеван Ритарит» («Рыцари Калевы»). Общество, особенно в начале XX века было патриотической тайной организацией, объединяющей правых. Участие Курикки в её деятельности, с одной стороны, доказывает его причастность к феннофильству и тоску по Финляндии, с другой стороны, — отдаление от рабочего движения в сторону национализма и романтических финских традиций. Смерть застала Матти Курикку в его усадьбе на поле, прервав его новые планы и заботы.
| - Матти Курикка в коммуне «Сойнтула» | - Хор коммуны «Сойнтула» | - Работа в коммуне «Сойнтула» |

## Литературное творчество
Из-под пера Матти Курикки в самые яркие его годы успело выйти очень большое количество литературных произведений. Сначала он приобрел славу как драматург. Среди написанных им пьес были, например, «Последнее усилие», поставленная в Финском Театре Хельсинки в 1884 г., «Чудо ли это» (1885), «Айли» (1887). Первый том его сборника новелл «Облачка» (I—II, 1886) был конфискован как содержащий оскорбления в адрес императорской семьи. Помимо этого у него вышло много небольших брошюр о религии, трезвом образе жизни и по социальным вопросам, к примеру, о положении женщины, а также об идее «Сойнтула». Собственный опыт разрушительного воздействия алкоголя, вероятно, отчасти повлиял на то, что Курикка был против употребления алкоголя рабочими и считал его пагубным. Он часто писал об этом и считал, что трезвенническое движение было одним из способов улучшить положение рабочих. Он оказал влияние на то, что финское рабочее движение заняло позицию, поддерживающую трезвый образ жизни.

## Оценки деятельности
Его активная деятельность, выступления и энтузиазм увлекали за собой массы людей, и в то же время его идеи и речи приводили к появлению различных мнений. Курикка имел горячих сторонников и горячих противников даже в своей среде, внутри рабочего движения. <…> Самое большое значение Курикки, вероятно, все же было в том, что он был писателем, оратором и человеком, пробудившим рабочее движение. Интерес к теософии, неспособность к сотрудничеству и непрактичность привели к тому, что он занял второстепенное положение по сравнению с другими ведущими финнами и влиятельными фигурами в рабочем движении американских финнов того времени.
— Ауво Костиайнен

Проблемы Курикки в рабочем движении происходили из-за того, что он не мог отделить свои идеи от действительности. Он считал, что его идеи, объединявшие теософию и социализм, нужно по возможности скорее осуществить. Он хотел, чтобы люди изменились под влиянием его собственных идей, и если так не происходило, он отказывался иметь с ними дело. Идеи Курикки основывались на трех главных принципах. Во-первых, у него было своё теософско-религиозное мировоззрение. Во-вторых, он верил в нравственный социализм, в котором были черты, взятые из утопического социализма Анри де Сен-Симона и христианского социализма. В третьих, он стремился к кооперативной форме хозяйствования, идея которой происходит главным образом из Англии.
— Вяйнё Войонмаа (1930)

## Семья
- Отец — Адам Курикка (фин. Aatami Kurikka), землевладелец
- Мать — Анна Пёюхёнен
- Первая жена — Анна Палмквист (в браке 1886—1898 (развод), родители первой жены: Эдмунд Палмквист, начальник тюрьмы, и Доротея Рюхлинг)
- Вторая жена — Ханна Ряйхя, дочь заводского мастера
- Дети — две дочери

| - Первая семья | - Матти Курикка со второй женой |